# Vreća
Vreća je spremnik izrađen je od platna, kože, papira ili plastike. Rabi se za pohranu stvari i rasutih tereta i njihov prijevoz.
Unatoč svojoj jednostavnosti, vreće bile su ključne za razvoj ljudske civilizacije, jer omogućuju jednostavno prikupljanje materijala kao što su bobice ili žitarice.
Papirnate vrećice ili plastične vrećice za kupovinu vrlo su uobičajene u trgovini na malo, a često se nabavlja od trgovine besplatno ili uz malu naknadu.